# Chironomus atripennis
Chironomus atripennis är en tvåvingeart som beskrevs av Rempel 1939. Chironomus atripennis ingår i släktet Chironomus och familjen fjädermyggor. Inga underarter finns listade i Catalogue of Life.